# Woroklini
Woroklini lub Oroklini (gr. Bορόκληνη lub Ορόκληνη) – wieś w Republice Cypryjskiej, w dystrykcie Larnaka. W 2011 roku liczyła 6134 mieszkańców.